# First American & U.S. Angel
First American & U.S. Angel, i cui veri nomi sono rispettivamente Troy Todd e Joanie Jupiter, sono due personaggi dei fumetti dell'universo America's Best Comics, creati da Alan Moore e Jim Baikie e apparsi per la prima volta su Tomorrow Stories n. 1 nell'agosto 1999.
Sono due dei personaggi che comparivano nelle storie brevi sulla rivista antologica Tomorrow Stories, insieme a Cobweb, Greyshirt, Jack B. Quick e Splash Brannigan.

## Personaggio
First American è la parodia di un supereroe, che combatte il crimine con un grande spirito patriottico, un costume a stelle e strisce, una base segreta e una giovane spalla, U.S. Angel (la quale ha accettato l'incarico per poter poi diventare un'attrice o una modella famosa).